# Kane Mountain Fire Observation Station
La Kane Mountain Fire Observation Station est une tour de guet du comté de Fulton, dans l'État de New York, dans le nord-est des États-Unis. Située à 671 mètres d'altitude dans les Adirondacks, elle est protégée dans la Shaker Mountain Wild Forest. Construite en 1925, elle est inscrite au Registre national des lieux historiques depuis le 23 septembre 2001.